# Marcus Nitschke
Marcus Nitschke es un deportista alemán que compitió en taekwondo. Ganó dos medallas de bronce en el Campeonato Europeo de Taekwondo, en los años 1992 y 1996.

## Palmarés internacional
| Campeonato Europeo | Campeonato Europeo   | Campeonato Europeo | Campeonato Europeo |
| Año                | Lugar                | Medalla            | Categoría          |
| ------------------ | -------------------- | ------------------ | ------------------ |
| 1992               | Valencia (España)    | Medalla de bronce  | –83 kg             |
| 1996               | Helsinki (Finlandia) | Medalla de bronce  | –83 kg             |